# Đức Quang
Đức Quang là một xã thuộc huyện Hạ Lang, tỉnh Cao Bằng, Việt Nam.

## Địa lý
Xã Đức Quang nằm ở phía bắc huyện Hạ Lang, có vị trí địa lý:
- Phía đông giáp xã Thắng Lợi
- Phía tây giáp xã Kim Loan
- Phía nam giáp thị trấn Thanh Nhật và xã An Lạc
- Phía bắc giáp huyện Trùng Khánh.

Xã Đức Quang có diện tích 37,53 km², dân số năm 2019 là 1.457 người, mật độ dân số đạt 39 người/km².
Trên địa bàn xã có núi Nà Dằn và núi Sam Kha và suối Nà Pác. Tỉnh lộ 207 chạy qua phía đông nam của xã.

## Lịch sử
Ngày 15 tháng 9 năm 1969, giải thể huyện Hạ Lang, xã Đức Quang được sáp nhập vào huyện Trùng Khánh.
Ngày 1 tháng 9 năm 1981, xã Đức Quang được chuyển về huyện Hạ Lang vừa tái lập.
Đến năm 2019, xã Đức Quang được chia thành 10 xóm: Coỏng Hoài, Mắn Phía, Nà Hát, Bản Hẻo, Bản Nhăng, Nà Pác, Pò Sao, Pò Mu, Bản Sùng, Nà Dặm.
Ngày 9 tháng 9 năm 2019, Hội đồng Nhân dân tỉnh Cao Bằng ban hành Nghị quyết số 27/NQ-HĐND về việc:
- Sáp nhập xóm Mắn Phía vào xóm Coỏng Hoài
- Sáp nhập ba xóm Bản Sùng, Bản Nhăng, Nà Hát thành xóm Đoàn Kết
- Sáp nhập hai xóm Bản Hẻo và Pò Mu thành xóm Nà Ran
- Sáp nhập hai xóm Nà Pác và Pò Sao thành xóm Nà Sao.

## Hành chính
Xã Đức Quang được chia thành 5 xóm: Coỏng Hoài, Đoàn Kết, Nà Dăm, Nà Ran, Nà Sao.